# Tineoidea
Tineoidea é uma superfamília de mariposas do grupo Ditrysia, que inclui diversas traças e bichos-de-cesto. Engloba seis famílias reconhecidas: Eriocottidae, Arrhenophanidae, Lypusidae, Acrolophidae, Tineidae and Psychidae, cuja estabilidade de classificação varia de acordo com interpretações de diferentes autores. Por exemplo, alguns consideram Lypusidae como uma família dentro da superfamília Gelechioidea.
Ainda mais, alguns utores consideram que parte de Tineoidea faz parte de Gracillarioidea, dentro de um grupo de classificação denominado de "Tineiformes".